# Vince Dennis
Pour les articles homonymes, voir Dennis.
 (mars 2025).
Si vous disposez d'ouvrages ou d'articles de référence ou si vous connaissez des sites web de qualité traitant du thème abordé ici, merci de compléter l'article en donnant les références utiles à sa vérifiabilité et en les liant à la section « Notes et références ».
Vince Du Juan Dennis surnommé Vincent Price est un bassiste et guitariste de metal américain.
Il rejoint le groupe de speed metal Steel Prophet en 1988, avec lequel il enregistre 7 albums et au sein duquel il s'impose comme un membre important.
En 1996, il occupe le temps d'une tournée le poste de bassiste au sein de Prong et participe en 1998 à l'album Acoustic archives du groupe Tourniquet.
Après avoir enregistré l'album Unseen (paru en 2002) il quitte Steel Prophet. Il rejoint alors le groupe Body Count dont il fait toujours partie.
Vince Dennis officie également en tant que guitariste au sein de Obscene Gesture.
Il a par le passé reçu une balle dans la poitrine, ce qui l'a laissé dans l'incapacité de jouer de la basse durant un certain temps.